# Pery Broad
Pery Broad (* 25. April 1921 in Rio de Janeiro; † 28. November 1993 in Düsseldorf) war ein SS-Rottenführer und Mitglied der Wachmannschaft bzw. später Ermittler in der politischen Abteilung im KZ Auschwitz-Birkenau.

## Leben
Broad, Sohn eines brasilianischen Kaufmanns und einer Deutschen, übersiedelte in seinem fünften Lebensjahr mit seiner Mutter von Brasilien nach Deutschland, behielt aber auch die brasilianische Staatsbürgerschaft. Er verlebte seine Jugend in Freiburg im Breisgau, später in Berlin, wo er die Volksschule und das Realgymnasium besuchte. 1940 legte er sein Abitur ab und studierte anschließend an der Technischen Hochschule Berlin.
Schon 1931 war Broad Mitglied der HJ und trug deshalb später das goldene Abzeichen der HJ. Zum 30. Januar 1942 trat er der Waffen-SS bei und kam nach einer kurzen militärischen Ausbildung an die Front. Wegen seiner Kurzsichtigkeit wurde Broad als nicht mehr kriegsverwendungsfähig im April 1942 zum Dienst in das KZ Auschwitz versetzt. Dort war er anfangs als Wachmann tätig, später meldete er sich freiwillig als Mitarbeiter der Politischen Abteilung (Lagergestapo) und kam als Rottenführer in das Referat Ermittlungen und Vernehmungen. Von Auschwitz-Überlebenden wird Broad ambivalent geschildert, einerseits kalt und undurchschaubar und andererseits als überaus intelligent und teilweise sogar zugewandt. Broad, gebildet und belesen, war zudem musikalisch begabt und sprach mehrere Sprachen fließend. Im Bunker soll Broad regelmäßig an Exekutionen mitgewirkt haben. Nach der Evakuierung des Konzentrationslagers im Januar 1945 schloss sich eine zweimonatige Dienstzeit im KZ Dora-Mittelbau an; er bewachte daraufhin Todesmärsche von KZ-Häftlingen und war gegen Kriegsende noch kurz an der Front eingesetzt.
Am 6. Mai 1945 geriet er in britische Gefangenschaft und wurde im Auffanglager Gorleben interniert. Während der Gefangenschaft verfasste er aus eigenem Antrieb den sogenannten Broad-Bericht über die Geschehnisse im Konzentrationslager Auschwitz, die er offen verurteilte, ohne dabei jedoch auf seine eigene Person beziehungsweise Funktion einzugehen. Als Informant der britischen Armee war Broad als vermeintlicher „Verräter“ separat von den anderen deutschen Gefangenen untergebracht. Seine ausführlichen Aussagen fanden auch in den Bergen-Belsen-Prozessen Verwendung, da dort auch ehemalige Angehörige des Lagerpersonals von Auschwitz vor Gericht standen. Broad wurden in der Gefangenschaft erhebliche Vergünstigungen eingeräumt, zudem fungierte er bei Vernehmungen und auch bei den Nürnberger Prozessen als Dolmetscher. Er wurde 1947 aus der britischen Gefangenschaft entlassen und arbeitete danach als kaufmännischer Angestellter in einem Sägewerk in Munster (Örtze) und anderen privaten Betrieben.

## Auschwitz-Prozess
Am 30. April 1959 wurde er im Zusammenhang mit dem Untersuchungsverfahren für den 1. Auschwitzprozess verhaftet, aber Ende 1960 gegen eine Kaution von 50.000 DM auf freien Fuß gesetzt. Im Prozess, wo er von den Anwälten Hans Laternser und Fritz Steinacker vertreten wurde, vollzog Broad eine radikale Wende. Im Unterschied zu seinem Bericht verhielt er sich jetzt wie die anderen Angeklagten. Er leugnete die Verbrechen, wollte sich an nichts erinnern können, belastete die anderen Angeklagten und fand kein Wort der Reue. Als man ihn mit seinen eigenen Aufzeichnungen konfrontierte, war es für seine Verteidigung ein Schock. Er konnte außerdem seine Anwesenheit an der Rampe und dem berüchtigten Block 11 nicht leugnen. Zudem belasteten ihn Zeugen schwer, darunter Szymon Laks, Mitglied des Lagerorchesters. Das Schwurgericht Frankfurt am Main verurteilte Broad am 19./20. August 1965 wegen gemeinschaftlicher Beihilfe zum gemeinschaftlichen Mord in mindestens 22 Fällen, davon begangen an je 1000 Menschen, zu einer Gesamtstrafe von vier Jahren Zuchthaus.
Im Februar 1966 wurde er aus der Haft entlassen, da die Untersuchungshaft auf das Strafmaß angerechnet wurde. Im gleichen Jahr veröffentlichte das Staatliche Museum Auschwitz den Broad-Bericht.
Im Prozess war Broads Beteiligung an der Auflösung des Zigeunerlagers in Auschwitz-Birkenau, nämlich an der Ermordung von 3000 Häftlingen des Lagers, von nebengeordneter Bedeutung gewesen, vom Hauptverfahren abgetrennt worden und für das Urteil nicht relevant gewesen. Der hessische Justizminister Lauritz Lauritzen hatte dem Sekretär des Internationalen Lagerkomitees Buchenwald zugesagt, diese Morde in einem separaten Verfahren zu verhandeln, was nie geschah.
Nach der Haftzeit lebte Broad ein unauffälliges Leben und starb im November 1993 in Düsseldorf.